# 茅ケ崎警察署
茅ケ崎警察署（ちがさきけいさつしょ）は、神奈川県警察が管轄する警察署の一つである。相模方面本部隷下、第六方面に属する中規模警察署。識別章所属表示はYK。
当署の管轄地域内居住人口は約30万人と、事案取扱い件数は県下でも上位であり、特に夏季においては遠方からの海水浴客の増加により各種犯罪増加が顕著である。
管内の国道134号沿いには交通部第二交通機動隊の茅ケ崎分駐所が存在する。
2019年7月8日に新庁舎に移転。

## 所在地
- 神奈川県茅ヶ崎市茅ヶ崎三丁目4番16号
  - 最寄駅:JR東海道本線・相模線 茅ケ崎駅、相模線・北茅ケ崎駅

## 管轄区域
- 茅ヶ崎市
- 高座郡寒川町
  - 管轄面積：49.13km2

## 沿革
- 1948年（昭和23年）

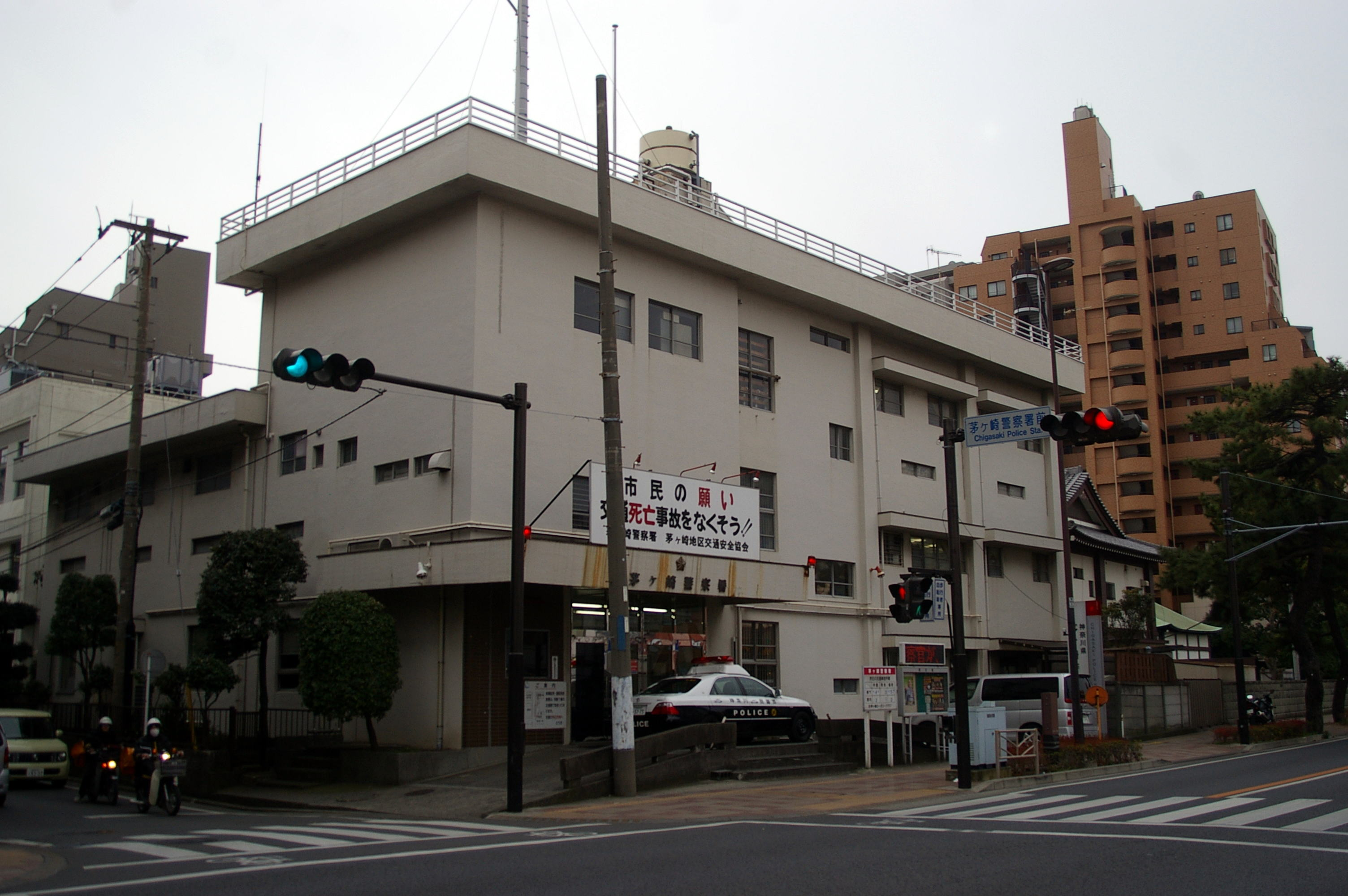
旧庁舎

  - 3月7日 - 旧警察法の公布に伴い、藤沢警察署から分離のうえ、自治体警察として茅ヶ崎市警察署が発足。
  - 11月 - 茅ヶ崎市十間坂1-3-25に移転。
- 1954年（昭和29年）7月1日 - 警察法の改正に伴い、神奈川県茅ケ崎警察署となる。
- 1963年（昭和38年）3月 - 旧庁舎本館が完成。（後に別館が増築）
- 2019年（令和元年）7月8日 - 新庁舎に移転（鉄筋コンクリート地上4階建て、延べ床面積4161平方メートル）。
- 2022年3月31日 - 岡田交番を廃止[1]。

## 組織
- 署長（警視）
- 副署長（警視）
- 地域担当次長（警視）
- 刑事兼生活安全担当次長（警視）
- 警務課 - 警務係、住民相談係
- 留置管理課（平成28年度新設） - 管理係
- 会計課 - 会計係
- 生活安全課 - 防犯少年係、経済保安係
- 地域第一課 - 地域企画係、地域係
- 地域第二課 - 地域係
- 地域第三課 - 地域係

（警ら用無線自動車3台、小型警ら車5台）
- 刑事第一課 - 刑事総務係、強行犯係、盗犯係、鑑識係
- 刑事第二課 - 知能犯係、暴力国際犯係、薬物銃器対策係
- 交通課 - 交通総務係、交通捜査係、交通指導係
- 警備課 - 警備係

※「神奈川県警察の組織に関する規則（昭和44年神奈川県公安委員会規則第2号）」を参考。

## 交番・駐在所
- 茅ケ崎駅前交番　茅ケ崎市元町1番1号
- 中海岸交番　茅ケ崎市共恵2丁目1番12号
- 茅ケ崎駅南口交番　茅ケ崎市幸町1番8号
- 平和町交番　茅ケ崎市平和町7番1号
- 今宿交番　茅ケ崎市今宿1,319番地
- 浜見平交番　茅ケ崎市浜見平11番3号
- 小和田交番　茅ケ崎市小和田1丁目1番68号
- 鶴が台交番　茅ケ崎市鶴が台2番8号
- 浜竹交番　茅ケ崎市浜竹2丁目11番29号
- 寒川駅前交番　高座郡寒川町岡田1丁目54番地
- 宮山交番　高座郡寒川町宮山3,316番地25
- 東海岸駐在所　茅ケ崎市東海岸南2丁目11番1号
- 西久保駐在所　茅ケ崎市西久保830番地1
- 南湖駐在所　茅ケ崎市南湖4丁目11番27号
- 小出駐在所　茅ケ崎市行谷1,090番地の9

住所は「交番その他の派出所及び駐在所の名称及び位置 (平成6年11月1日神奈川県警察本部告示第15号)」令和6年9月10日改正に依る。

### 廃止された交番
- 岡田交番　高座郡寒川町岡田5丁目18番1号 - 1980年新設、2022年3月末に寒川駅前交番と統合により廃止[3]

## 街頭緊急通報装置
- 茅ケ崎駅周辺（茅ヶ崎市新栄町）:1基

## 自動車ナンバー自動読取装置（Nシステム）
- 茅ヶ崎市小和田3丁目（国道1号）
- 茅ヶ崎市萩園（県道46号）
- 高座郡寒川町大曲3丁目（県道45号）
- 高座郡寒川町一之宮5丁目（県道47号）